# Academia Real de Dança
Nota: se você procura a academia britânica, consulte Royal Academy of Dance

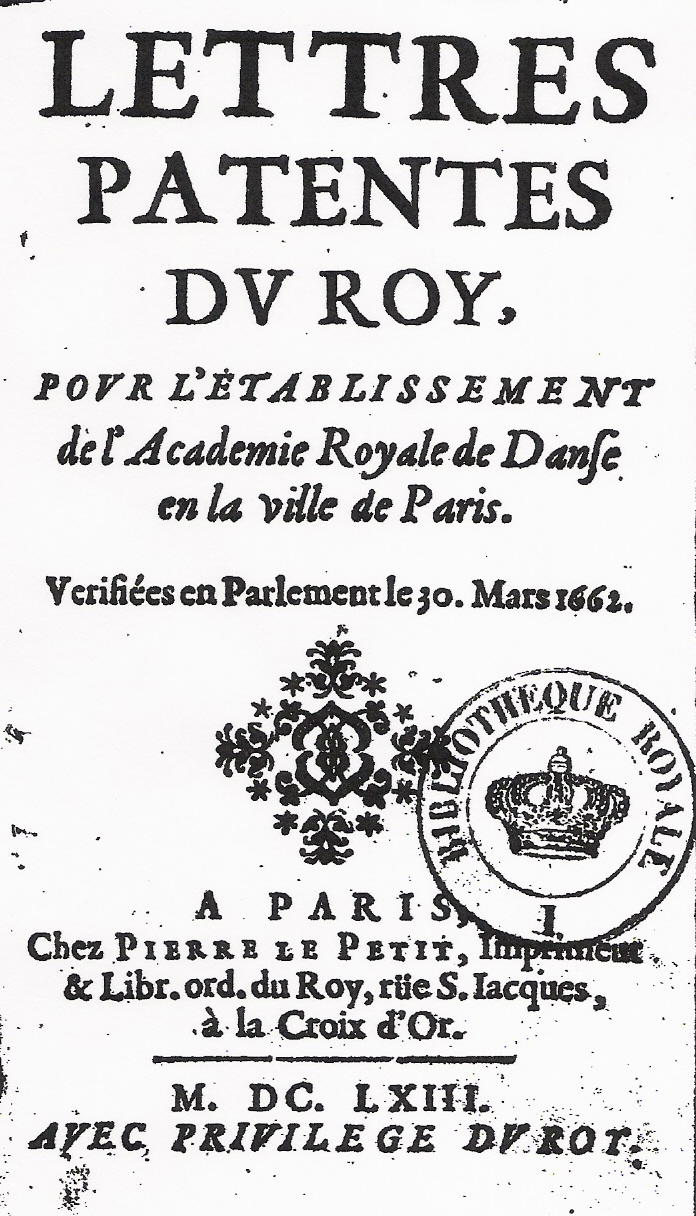
Letras-patentes da fundação da Academia Real de Dança

A Academia Real de Dança (em francês: Académie Royale de Danse) foi uma instituição educativa fundada em Paris pelo rei Luís XIV da França, em 30 de março 1661, tendo como seu primeiro diretor François Galant du Désert. O objetivo foi normatizar o ensino e a prática da dança nacional.
A academia foi fundada após uma petição de alguns mestres de dança, e no ato o rei elegeu treze dos mestres mais antigos como acadêmicos. Suas funções deveriam ser elevar a qualidade da arte e organizar o ensino, considerando a dança como uma forma de conhecimento que proporcionaria aos seus praticantes um preparo físico útil para todas as situações da vida. Entretanto, as atividades desta academia são escassamente documentadas, praticamente nada se conhece sobre seus métodos, nada elaboraram na teoria sobre esta arte, ou pelo menos nada sobreviveu, e o que se conhece apenas deriva antes de narrativas literárias sobre apresentações de bailados cortesãos.
O que é certo, como nas outras artes, é que a dança tingiu-se de cores simbólicas e políticas, versando sobre temas mitológicos e históricos e projetando sobre a figura do rei toda a glória e toda a virtude. Luís XIV tinha elevado apreço pela dança e se apresentou pessoalmente em várias oportunidades, não só em bailes palacianos, mas também como bailarino protagonista em encenações suntuosas diante de toda a corte incorporando a figura mítica do Rei-Sol. Fundou-se pois uma ideologia influente até o século XVIII, que enaltecia uma aparência física impecável e um comportamento social elegante, extraindo significados de uma tradição de etiqueta cortesã mais antiga e simbolizando uma condição de desenvolvimento físico e atuação em sociedade que deveria servir de modelo para todos os súditos. Deixando de ser um mero entretenimento ou ostentação de luxo da corte, a dança passou a ser uma representação teatralizada de ideias articuladas politicamente, que em sua complexidade e refinamento ilustravam a rigorosa rede de relações do espaço social. Neste espaço simbolizado, as identidades se estabeleciam somente em relação a todo o corpo de baile, imagem do reino, que se movia em um ritmo preciso e ordeiro, com um lugar previamente determinado para cada personagem.
Toda atividade coreográfica estava na dependência da música. Havia grande variedade de danças padronizadas, como a chaconne, o passepied, a sarabande, a entrée, a passacaille, a gavotte, o minuet, a gigue e o rigaudon, que eram também formas musicais e eram dançadas em solos ou em grupos. Cada uma dessas danças veiculava um impressão distinta, como por exemplo, a gigue era rápida e enérgica, com muitos saltos; a sarabande era uma dança austera e lenta, o minuet se caracterizava pela graça e agilidade, e a entrée grave era a mais ritualística e solene. Carol Lee disse que apesar de os estatutos da academia de dança preverem uma estrutura potencialmente eficaz, na prática ela permaneceu apenas como um centro de convívio social e não de ensino. Essa academia sobreviveu nessas bases até 1780, e as guildas continuaram a dominar a cena. O resultado mais significativo da academia se deveu ao trabalho individual de dois de seus diretores, Pierre Beuchamp e Louis-Guillaume Pécour, ambos afamados em toda a Europa, que desenvolveram novas técnicas e o primeiro sistema de notação gráfica da coreografia, mas a teorização da dança francesa não iniciou senão no século XVIII, como Raoul Feuillet, Pierre Rameau e Jean-Georges Noverre, e então desenvolveu-se rapidamente, dando ao bailarino um melhor status social.